# Valvaster striatus
Valvaster striatus is een zeester uit de familie Asteropseidae.
De wetenschappelijke naam van de soort werd in 1816 gepubliceerd door Jean-Baptiste de Lamarck.